# Emilía Dáfni
Emilía Dáfni (en grec moderne : Αιμιλία Δάφνη), née en 1881 et morte en 1941, plus connue sous le nom de plume d'Emilía Koúrteli (Αιμιλία Κούρτελη), est une poétesse et une écrivaine grecque. Elle est l'épouse du poète Stéfanos Dáfnis (el).

## Biographie
Emilía Koúrteli naît en 1881 à Marseille, en France, où elle passe son enfance. À un âge relativement jeune, elle déménage avec sa famille à Athènes. Sa conversion à la littérature est due à son environnement familial, puisque son père Ioánnis était le rédacteur en chef du journal Sémaphore à Marseille et du magazine littéraire Ilisssós à Athènes. Une influence importante sur ce virage est également due à son parrain, le poète Achilléas Paráschos (el). Elle obtient son diplôme à l'Arsákeio, où elle est nommée enseignante. Son premier recueil de poèmes, intitulé Chrysanthème, est publié en 1902, tandis que son deuxième recueil de poèmes, Les Coupes d'or, est préfacé par Kostís Palamás. Elle épouse le poète Stéfanos Dáfnis. Elle meurt à Athènes en 1941.

## Publications
Outre des poèmes, elle a également écrit des pièces en un acte, des nouvelles et des romans. Sa pièce Gloria Victis est récompensée par la Société des auteurs de théâtre grecs, tandis que plusieurs de ses œuvres sont traduites en langues étrangères (français, allemand). Sa poésie se caractérise par sa sensualité et sa réflexion. Certaines de ses œuvres les plus importantes sont les suivantes : 

### Poésie
- Chrysanthème (Χρυσάνθεμα - 1902)
- Les Coupes d'or (Τα χρυσά κύπελλα - 1923)

### Prose
- Le talent de Smarós (Το τάλαντο της Σμαρώς - 1923)
- La terre étrangère (Η ξένη γη - 1937)

### Traduction
- Le bleu ciel (Η αλαφρωίσκιωτη (Henry Bordeaux) - 1922)

### Théâtre
- Gloria victis - 1921